# El favor (película)
El favor es una película española de 2023 de comedia dirigida por Juana Macías. Está protagonizada por Inma Cuesta, Diego Martín y Sara Sálamo como tres hermanos que regresan a su hogar para enfrentarse con el personaje interpretado por Alfonso Bassave.

## Sinopsis
Los Gallardo son una familia rica y respetada que veranea en una preciosa masía cuidada hasta el más mínimo detalle por Amparito, la queridísima Tata, que, para los tres hijos de la familia, Teresa, Benja y Aura, ha sido como una segunda madre. Cuando reciben la triste noticia de su muerte, los tres hermanos viajan al pueblo para darle el último adiós y reencontrarse con Tomás, único hijo de la difunta. Lo que no esperaban es que la última voluntad de Amparito fuese ser enterrada en el panteón familiar. Los Gallardo tienen claro que no quieren que sea enterrada ahí, por lo que, tras negarse a cumplir este favor, reciben el legado de Amparito: unas cartas personalizadas dirigidas a los tres hermanos.

## Reparto
- Inma Cuesta como Teresa Gallardo
- Diego Martín como Benja Gallardo
- Sara Sálamo como Aura Gallardo
- Alfonso Bassave como Tomás
- Pere Ponce como Fermín
- Betsy Túrnez como Carmen
- Iván Renedo como Nicolás
- Gonzalo de Castro como Carlos
- Isabel Ordaz como Mariola
- Luisa Gavasa como Amparito
- Pep Sais como Jaume

## Producción
La cinta está producida por Paloma Medina, Antonio Asensio y Mercedes Gamero con Miriam Rodríguez y Andrea Barrionuevo al frente de la producción ejecutiva, el guion de está escrito por Cristóbal Garrido y Adolfo Valor. La película es una producción de Zeta Cinema, Atresmedia Cine y Pumuky Films AIE con la participación de Movistar+ y Televisió de Catalunya. Cuenta con financiación del Instituto de la Cinematografía y de las Artes Audiovisuales (ICAA) y el apoyo del Institut Català de les Empreses Culturals (ICEC).
Dirigida por Juana Macías, está protagonizada por Inma Cuesta, Diego Martín y Sara Sálamo como los tres hermanos protagonistas, junto a Alfonso Bassave, Pere Ponce, Betsy Túrnez, Iván Renedo, Gonzalo de Castro, Isabel Ordaz, Luisa Gavasa y Pep Sais.

## Lanzamiento
La película se estrenó en cines el 10 de noviembre de 2023.